# Ilo

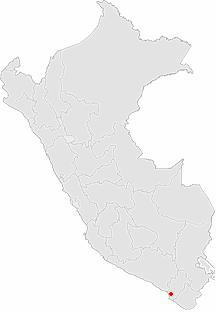
Ilos läge i Peru.

Ilo är en hamnstad i södra Peru. Det är den största staden i departementet Moquegua och är också huvudort i Iloprovinsen. Folkmängden uppgick till 67 428 invånare 2015.

## Historia
Före spanjorernas ankomst i mitten av 1500-talet befolkades området av Chiribaya-folket. Conquistadorerna fick som belöning landområden av Karl V (i Spanien ("Carlos I") och förde med sig oliver till trakten. Odling av oliver var den huvudsakliga jordbruksnäringen till början av 1900-talet.
En liten bosättning, Pacocha, bildades vid kusten där Osmorefloden rinner ut i Stilla havet. Höga vattenstånd under sent 1800-tal översvämmade Pacocha och befolkningen flyttade till Ilos nuvarande belägenhet samtidigt som platsen fick sitt namn. Fram till början av 1900-talet bodde större delen av befolkningen längs Osmoreflodens stränder, vars vatten stiger under perioden november-mars. Ilo var hamnstad för de fartyg som seglade från USA:s östkust till västkusten genom att runda Eldslandet. Efter att hamnpiren byggdes på 1800-talet ökade handeln. Italienare, kineser, japaner, och tyskar bosatte sig i Ilo under denna tid. Denna internationella handel kom att upphöra efter byggandet av den transkontinentala järnvägen och Panamakanalen. Allt som återstod var ångbåtarna som åkte med handelsvaror mellan de peruanska och chilenska hamnarna.
Samtidigt med byggandet av hamnpiren byggdes en järnväg för att binda samman Ilo med Moquegua.
Stans huvudsakliga industrier är fiske och gruvindustri. Koppargruvorna ägdes ursprungligen av Southern Peru Copper Corporation (SPCC), vilket etablerades i mitten av 1900-talet av American Smelting and Mining Corporation. Många arbetare för SPCC bor i ett område i Ilo som kallas Ciudad Nueva ("Den nya staden"). En anläggning för smältning av koppar ligger inom 10 kilometer från centrum, och har gett mycket förorening av luft och vatten.
Temperaturen i Ilo varierar mellan 18 och 28 °C året runt. Regn förekommer nästan inte, eftersom Ilo ligger i Atacamaöknen, en av de torraste kustöknarna i världen. Bolivia använder Ilo som utskeppningshamn. En frihamnszon skapades för Bolivia i Ilo 1992 vilket möjliggör för grannlandet att använda Ilos hamn för industriell trafik och för att främja turismen.

## Huvudsakliga attraktioner
Huvudattraktionen är utan tvekan stadens centrum, vars landmärken är:
- St. Jerome's tempel, byggt 1871
- Glorieta José Gálvez, byggd 1915
- Piren, byggd i slutet av 1800-talet
- Punta Coles

Ilo har ett av landets största smälterier för koppar. I staden finns också ett tidigare av staten ägt kopparraffinaderi. Båda dessa verksamheter är belägna på avstånd från stadens centrum då de har inverkan på miljön.

## Museer
- Peruvian Navy museum.
- "El Algarrobal" museum.